# Rio Vorá
Der Rio Vorá ist ein etwa 69 km langer linker Nebenfluss des Rio Corumbataí im Süden des brasilianischen Bundesstaats Paraná.

## Etymologie
Vorá ist die umgangssprachliche Bezeichnung für eine stachellose Biene, die in Brasilien verbreitet vorkommt.

## Geografie

### Lage
Das Einzugsgebiet des Rio Vorá befindet sich auf dem Terceiro Planalto Paranaense (Dritte oder Guarapuava-Hochebene von Paraná).

### Verlauf
Sein Quellgebiet liegt im Munizip Pitanga auf 837 m Meereshöhe etwa 25 km nordwestlich des Hauptorts.
Der Fluss verläuft in nördlicher Richtung. Nach etwa 10 km erreicht er das Munizip Nova Tebas und durchfließt es von Süd nach Nord bis zu seiner Mündung. Er mündet auf 426 m Höhe von links in den Rio Corumbataí. Er ist etwa 69 km lang.

### Munizipien im Einzugsgebiet
Am Rio Vorá liegen die zwei Munizipien Pitanga und Nova Tebas.